# Impressora d'impacte
Les impressores d'impacte es basen en la força d'impacte per a transferir tinta al medi on es vagi a imprimir, de manera similar a les màquines d'escriure. Van ser les primeres que van sorgir en el mercat, i encara que han perdut protagonisme davant la impressora d'injecció o la impressora làser, segueixen sent molt útils per a la impressió de formularis continus o factures. Estan limitades a reproduir text, ja que a la cinta que porten no se li permet fer moltes coses amb gràfics i altres que requereixi més precisió i qualitat, una altra cosa és que tampoc porta cinta de colors. Segons com sigui el capçal d'impressió, es divideixen en dos grups principals: de margarida i d'agulles. Les de margarida incorporen una bola metàl·lica en la qual estan en relleu les diverses lletres i símbols a imprimir, la bola pivota sobre un suport mòbil i colpeja a la cinta de tinta, de manera que s'imprimeix la lletra corresponent. Les impressores de margarida i altres mètodes que utilitzen tipus fixos de lletra estan en complet desús a causa del fet que només són capaços d'escriure text.
Les impressores d'agulles, moltes vegades anomenades simplement matricials, tenen una matriu de petites agulles que impacten en el paper formant la imatge desitjada; com més agulles tingui el capçal d'impressió més gran serà la resolució, que sol estar entre 150 i 300, sent gairebé impossible superar aquesta última xifra.

## Classificació
Fixant-nos en el seu funcionament podem distingir 4 tipus:
- Impressora de margarida:  Conté tots els caràcters distribuïts radialment en una roda. La roda gira posicionant el caràcter que es vol imprimir davant de la cinta. Un martell colpeja el caràcter contra la cinta, transferint així la tinta al paper.
- Impressora de bola:  Conté tots els caràcters en una esfera que gira sobre un suport mòbil per localitzar el caràcter desitjat davant de la cinta i colpejar per imprimir el caràcter en el paper.
- Impressora de línia o de banda:  Té un tambor que gira per posar tots els caràcters d'una línia. D'aquesta manera és capaç de realitzar les impressions per línies i no per caràcters, el que implica un gran augment en la velocitat d'impressió.
- Impressora matricial:  La impressió es realitza mitjançant uns capçals que contenen una matriu de píxels o de punts. El capçal conté unes agulles (entre 7 i 24) que són impulsades contra la tinta, formant-se els caràcters mitjançant petits punts. Això permet imprimir diferents fonts i fins i tot imatges.

## Prestacions
La impressora de margarida i la impressora de bola han caigut en complet desús, però la impressora matricial encara s'utilitza amb assiduïtat quan es tracta d'impressions de factures o formularis, especialment sobre paper autocopiatiu. Les impressions són monocromes i de baixa qualitat però tenen un cost per còpia molt baix, ja que l'únic consumible que utilitzen és el rotllo de tinta, que té un preu molt baix. Quan parlem de velocitat d'impressió, en el cas de les impressores d'impacte es mesura en caràcters per segon i no en pàgines per minut com és habitual. La velocitat mitjana d'impressió oscil·la entre els 300 i els 600 cps.